# Podium Bloos

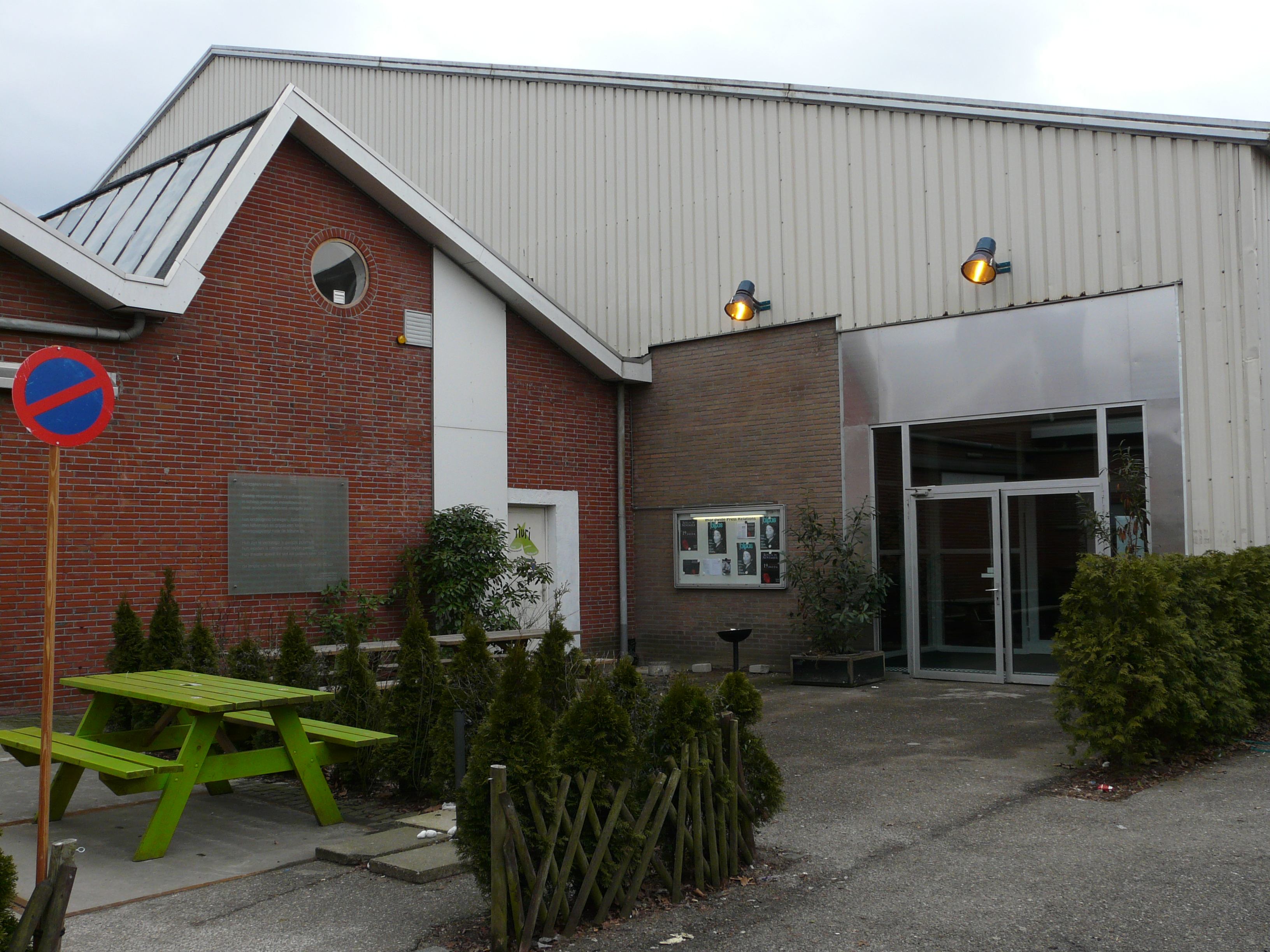
Podium Bloos

Podium Bloos is een culturele instelling en theater in Breda.
Podium Bloos is een plaats voor creatieve ontmoetingen en biedt in haar programma mogelijkheden op het gebied van dans, toneel, muziek en literatuur aan.
Het is gevestigd aan de Speelhuislaan in de wijk de Belcrum in Breda. Het is in 2010 verbouwd en heeft nu een volwaardig podium en een theaterwerkplaats. Ook is er een dansstudio bij gekomen.

Podium Bloos is ook een onderdeel van de Cultuurnacht Breda.